# Steyerbromelia diffusa
Steyerbromelia diffusa är en gräsväxtart som beskrevs av L.B.Sm., Steyerm. och Harold Ernest Robinson. Steyerbromelia diffusa ingår i släktet Steyerbromelia och familjen Bromeliaceae. Inga underarter finns listade i Catalogue of Life.